# East Dulwich
East Dulwich is een wijk in het Londense bestuurlijke gebied Southwark, in de regio Groot-Londen.

## Geboren
- Enid Blyton (1897-1968), schrijfster